# BAP Herrera (CM-24)
El BAP Herrera (CM-24) es una corbeta misilera que adquirió el Perú para su Marina de Guerra, en la década de los años 1970. Es una unidad del tipo Corbeta lanzamisiles. Es una de las seis corbetas lanzamisiles con que cuenta la Flota Naval del Pacífico de la Marina de Guerra del Perú.
Su construcción para la marina peruana, fue encargada a los astilleros de Divectran des Construictias et Armes Navales de Lorient, Francia y su alistaminento fue completado en el mismo astillero.
El pabellón peruano fue afirmado a bordo en este moderno buque de guerra y se le comisionó en la marina peruana el 26 de febrero de 1981, incorporándose inmediatamente a la escuadra peruana en el Mar de Grau.
En abril de 1998, fue sometido a una serie de modificaciones incluyendo la remotorización, reemplazando sus cuatro motores por modernos motores diésel MTU de tecnología alemana. Asimismo, se reemplazó su sistema de tiro con modernos sistemas de control de tiro de última generación. Todas estas remodelaciones se efectuaron en los astilleros del Servicio Industrial de la Marina del Perú (SIMA-Callao) en el puerto del Callao, Perú.
Desplaza 560 toneladas y tiene una velocidad de 36 nudos. Su armamento consiste de artillería convencional y de misiles.
Su nombre se debe al alférez de fragata AP Ricardo Herrera De la Lama, héroe de la guerra del Pacífico, que combatió a bordo del monitor Huáscar, en el combate naval de Angamos el 8 de octubre de 1879.
Era el oficial más joven de la dotación del monitor peruano y fue uno de los tres oficiales de guerra que quedaron vivos a bordo del "Huáscar", cuando este fue abordado por chilenos que impidieron su hundimiento, cuando ya tenía 1,20 metros de agua en sus fondos y se esperaba que se fuera a pique en cualquier momento. Fue el oficial encargado de transmitir al primer ingeniero Samuel Mc Mahon, en forma "personal y secreta", la orden del teniente primero AP y en ese momento comandante del monitor "Huáscar" Pedro Gárezon Thomas, de "abrir las válvulas", para hundir al monitor, cuando este ya carecía de municiones para poder ofender a la escuadra chilena.